# Tom Stoppard
Tom Stoppard (n. Tomáš Straussler, Zlín, Checoslovaquia, 3 de julio de 1937) es un dramaturgo británico de origen checo, famoso por obras de teatro como La costa de Utopía (The Coast of Utopia), Realidad (The Real Thing), Rosencrantz y Guildenstern han muerto, Rock 'n' Roll, y por el guion de la película Shakespeare in Love.

## Biografía

### Juventud
Stoppard nació en Zlín, Checoslovaquia, en el seno de una familia de origen judío, con el nombre de Tomáš Straussler. Para evitar la persecución nazi, los Straussler huyeron de Checoslovaquia a Singapur con otros médicos judíos el 15 de marzo de 1939, el día en que los nazis invadieron Checoslovaquia. Al poco tiempo, su familia fue evacuada a Darjeeling, en la India, y huyeron de la invasión japonesa de Singapur. Fue donde el niño empezó a recibir una educación británica. Su padre, voluntario del ejército británico, fue capturado por los japoneses y falleció en un campo de internamiento en Japón. En 1945, su madre se casó con Kenneth Stoppard, un mayor británico, quien dio al niño su apellido inglés. La familia finalmente se mudó a Bristol, Inglaterra, en 1946, tras la guerra.
Stoppard dejó el instituto a los 17 años y comenzó a trabajar como periodista. En 1958, el periódico Bristol Evening World le ofreció colaborar en la sección de crítica teatral (aparte de ser columnista humorístico), lo que lo acercó al mundo de la escena. En aquella época, trabó amistad con el actor Peter O'Toole y el director John Boorman en el Bristol Old Vic, una compañía de repertorio local que gozaba entonces de cierto renombre. Tom Stoppard empezó a darse a conocer gracias al corrosivo sentido del humor de sus crónicas. Por otra parte, también era célebre en Bristol su desaliñada vestimenta.

### Carrera profesional
En 1960 ya había terminado su primera obra, Un Paseo por el Agua (A Walk on the Water), que fue posteriormente producida como Enter a Free Man en 1968. A la semana de haber presentado el texto a un agente literario, ya se habían solicitado los derechos de la obra. Fue representada en Hamburgo y televisada por la British Independent Television en 1963.
De septiembre de 1962 a abril de 1963, Stoppard trabajó en Londres como crítico de teatro para la revista Scene, donde publicaba críticas y entrevistas tanto con su nombre como bajo el pseudónimo de William Boot (tomado de la novela Scoop, del novelista británico Evelyn Waugh).
En 1964, una beca de la Fundación Ford le permitió pasar 5 meses en una mansión en Berlín, para dedicarse a escribir. De ahí salió su obra en un acto titulada Rosencrantz and Guildenstern Meet King Lear, que se convirtió luego en la exitosa Rosencrantz y Guildenstern han muerto, ganadora de un premio Tony. Los años siguientes, Tom Stoppard escribió varias obras par la radio, la televisión y el teatro, entre las que se incluyen "M" is for Moon Among Other Things (1964), A Separate Peace (1966) y If You're Glad I'll Be Frank (1966).
El 11 de abril de 1967 —después de un clamoroso éxito en el Festival de Edimburgo de 1966—, el estreno de Rosencrantz y Guildenstern han muerto en el Teatro Old Vic de Londres confirmó a Tom Stoppard como uno de los dramaturgos contemporáneos más reconocidos.
A lo largo de los diez años siguientes, Tom Stoppard, sin dejar su labor de creación, tradujo varias obras al inglés, como las del autor polaco Slawomir Mrozek, de los austriacos Johann Nestroy y Arthur Schnitzler, y del autor checo Vaclav Havel. Fue cuando la influencia del teatro del absurdo de los dramaturgos polacos y checos empezó a hacer mella en su obra. Al igual que otros dramaturgos de su generación, como Sam Shepard en Estados Unidos y Peter Handke en Austria, Tom Stoppard creó por entonces obras indagando el valor del lenguaje.
Tom Stoppard es patrono del grupo Outrapo (Ouvroir de tragicomédie potentielle), un taller francés de investigación sobre técnicas actorales, surgido en 1991 del Colegio de Patafísica.

### Activista en defensa de los derechos humanos
En febrero de 1977, Tom Stoppard visitó la Unión Soviética con un directivo de Amnistía Internacional, y en junio, conoció a Vladímir Bukovski en Londres. Ese mismo año, viajó a Checoslovaquia (entonces bajo dominio comunista), donde conoció a Václav Havel, dramaturgo disidente y futuro presidente de la República Checa, y al escritor Pavel Kohout que le inspirará su obra Cahoot's Machbeth. A raíz de aquellos viajes y encuentros, Tom Stoppard decide comprometerse con los derechos humanos, un compromiso que será siempre fuertemente vinculado con la situación política de los disidentes en la Europa Oriental y la Unión Soviética. Publicó numerosos artículos y cartas al respecto en periódicos británicos.
Desde entonces, Tom Stoppard es miembro de Amnistía Internacional y colabora con el Committee against Psychiatric Abuse (Comité contra el abuso psiquiátrico), organismo perteneciente a la Asociación Mundial de Psiquiatría (World Psychiatric Association). Colabora y es patrono de la revista Index on Censorship, medio de la organización británica del mismo nombre, dedicada a denunciar ataques contra la libertad de expresión en el mundo entero.
En 1983, el movimiento Carta 77 creó en Estocolmo el Premio Tom Stoppard, que premia a autores de origen checo.
En agosto de 2005, Tom Stoppard visitó Minsk para dar un seminario sobre escritura dramática y conocer de primera mano la situación de los derechos humanos en Bielorrusia. Desde entonces es uno de los padrinos del Belarus Free Theatre (Teatro Libre de Bielorrusia), una compañía teatral forzada a producirse en la clandestinidad debido a las presiones políticas y a la censura ejercidas por el gobierno de Aleksandr Lukashenko.

### Condecoraciones y títulos
Tom Stoppard fue condecorado con la Orden del Imperio Británico con el grado de comandante (CBE) en 1978. En 1997, la reina Isabel II lo armó caballero (knight bachelor), lo que le valió el título de Sir. En 2000, recibió la Orden del Mérito (OM). Es también miembro de la Real Sociedad de Literatura del Reino Unido (Fellow of the Royal Society of Literature).

### Vida privada
Ha estado casado dos veces, con Josie Ingle (1965-1972), una enfermera, y con Miriam Moore-Robinson, (1972-1992), de la que se separó a raíz de su romance con la actriz Felicity Kendal, que creó el papel de Annie en la primera producción de The Real Thing, en 1982. Tiene dos hijos de ambos matrimonios.

## Obras de teatro
Las obras de Stoppard abordan temas filosóficos combinados con ingenio verbal y humor visual, característica que se ha dado a conocer como estilo "stoppardiano". Su complejidad lingüística, con sus dobles sentidos, chistes, insinuaciones y otros juegos de palabras, es una constante en su obra. Muchas de ellas se desarrollan según ejes temporales múltiples.
- (1967) Rosencrantz y Guildenstern han muerto. Una de las obras más famosas de Stoppard. Es una comedia cuyos protagonistas son dos personajes secundarios de Hamlet, pero que mantienen la misma falta de control sobre su mundo y las circunstancias que les afectan que en el original de Shakespeare. El papel de Hamlet está igualmente invertido en cuanto a tiempo en escena y líneas, pero por su culpa los héroes son arrastrados hacia su inevitable final. En lugar de conducir los acontecimientos, pasan el tiempo haciendo ingeniosos juegos de palabras o meditando sobre los cómos, dóndes, porqués y quiénes de su mala situación. Es muy similar a la comedia del absurdo Esperando a Godot (Waiting for Godot) del autor irlandés Samuel Beckett, particularmente en la falta de objetivos y comprensión de la situación de los protagonistas (que también son dos en la obra de Beckett, Vladímir y Estragon). La obra se estrenó en 2001 en España en el Teatro Madrid, con dirección de Cristina Rota.
- (1968) Enter a Free Man
- (1968) El verdadero Inspector Hound (The Real Inspector Hound). Es una de sus obras cortas más conocida. En ella, dos críticos de teatro están viendo una imitación ridícula de una obra de misterio detectivesco (Country House Murder Mystery) y por accidente se encuentran inmersos en la acción, causando una serie de eventos que transcurren paralelos a la obra de teatro que están viendo.
- (1970) Después de Magritte (After Magritte) es una obra surrealista que consigue situar a los personajes, por medios perfectamente racionales, en situaciones merecedoras de un cuadro de Magritte
- (1972) Jumpers. Explora el campo de la filosofía académica, comparándola con una exhibición de gimnasia competitiva de gran habilidad.
- (1974) Farsas (Travesties). Es una parodia de la obra de Oscar Wilde La importancia de llamarse Ernesto (The Importance of Being Earnest). Aparecen personajes como James Joyce, Tristan Tzara o Lenin en el Zúrich de la Primera Guerra Mundial.
- (1976) Dirty Linen and New-Found-Land.
- (1977) Todo buen chico merece un favor (Every Good Boy Deserves Favour). Una de las obras más inusuales de Stoppard. La escribió a petición del músico André Previn y se inspira en su encuentro con el disidente exiliado soviético Víktor Fainberg (en). La obra consta de un pequeño reparto, pero necesita una orquesta completa, la cual no solo proporciona música a lo largo de la obra, sino que también es una parte esencial de la acción. La obra trata de un disidente en un régimen represivo (obviamente se trata de un estado controlado por los soviéticos) quien está encarcelado en un hospital psiquiátrico, del cual no será liberado hasta que no admita que sus afirmaciones en contra del gobierno fueron causadas por un (inexistente) desorden mental.
- (1978) Night and Day
- (1979) Dogg's Hamlet y Cahoot's Machbeth. Dogg's Hamlet se inspira en un guion propuesto por el filósofo Ludwig Wittgenstein. Presenta a actores que hablan un idioma llamado Dogg, que consiste en palabras normales en inglés pero con significados completamente diferentes de los habituales. Tres chicos están ensayando una representación de Hamlet en inglés, que es para ellos un idioma desconocido. Cahoot's Macbeth se suele representa junto con Dogg's Hamlet, y muestra una representación de Macbeth llevada a cabo bajo la vigilancia de un policía secreto que sospecha de la subversión de los actores contra el Estado. La obra fue originalmente escrita para actores checos prohibidos por su oposición al régimen comunista, y que se ganaban la vida haciendo representaciones teatrales en casas particulares.
- (1979) Undiscovered Country.
- (1981) On the Razzle. Una farsa humorística basada en la obra decimonónica del dramaturgo austríaco Johan Nestroy, Einen Jux will er sich machen.
- (1982) Realidad (The Real Thing). Examina la naturaleza del amor, y hace un amplio uso de “una obra dentro de otra obra”. El texto ha sido publicado en España por el Centro Dramático Nacional en enero de 2010, con motivo del estreno de la obra en el teatro María Guerrero de Madrid, con dirección de Natalia Menéndez.
- (1984) Rough Crossing
- (1986) Dalliance
- (1988) Hapgood. Mezcla los temas de espionaje y mecánica cuántica, especialmente al explorar la idea de que en ambos campos observar un hecho cambia la naturaleza de este.
- (1993) Arcadia. Sigue los pasos de un par de investigadores que investigan un misterio literario mientras que simultáneamente muestran qué pasó realmente durante el incidente que investigaban.
- (1995) Indian Ink. Basada en su obra para la radio In the Native State, examina el dominio británico de la India desde ambas perspectivas.
- (1997) La Invención del Amor (The Invention of Love). Investiga la vida y muerte del poeta y clasicista de Oxford A. E. Housman, con especial atención a su homosexualidad.
- (2002) La costa de Utopía (The Coast of Utopia). Trilogía sobre los orígenes del pensamiento de izquierda en la Rusia del siglo XIX. Los protagonistas son Mijaíl Bakunin, Visarión Belinski, y Aleksandr Herzen. La obra consta de tres partes: Viaje (Voyage), Naufragio (Shipwreck) y Rescate (Salvage). Esta obra ha sido publicada en España por el Centro Dramático Nacional, en febrero de 2010.
- 2004: Enrico IV. Traducción de la obra original en italiano de Luigi Pirandello. La obra fue representada en el teatro Donmar Warehouse, Londres, en abril de 2004.
- 2006: Rock 'n' Roll cubre los años 1968-1990 desde una doble perspectiva. Desde Praga, (República Checa), donde una banda de Rock & Roll acaba simbolizando la resistencia al régimen comunista, y desde Cambridge, (Reino Unido), donde el amor y la muerte moldean la vida de tres generaciones de la familia de un filósofo marxista. Fue representada por primera vez en el Royal Court Theatre de Londres, en el marco de los actos organizados para celebrar el 50 aniversario del teatro. El montaje en español de la obra, dirigido por Alex Rigola, se ha estrenado en 2009 en el Teatre Lliure de Barcelona. El espectáculo sigue de gira por España a lo largo de los años 2009 y 2010.
- 2010: The Laws of War. Espectáculo colectivo en homenaje a la labor de Human Rights Watch, sobre las torturas y los abusos cometidos en nombre de la "guerra contra el terror".
- 2015: The Hard Problem. El título se refiere al problema difícil de la consciencia, que Stoppard define como el hecho de tener "vivencias subjetivas en primera persona".

## Trabajos en radio, televisión y cine
En sus primeros años, Stoppard escribió cuantiosamente para la BBC Radio, en muchos casos introduciendo un toque de surrealismo. Algunas de sus obras para la radio más conocidas incluyen: If You're Glad, I'll be Frank, Albert's Bridge, The Dissolution of Dominic Boot (las tres estrenadas en 2010 en el Centro Dramático Nacional, Madrid, con dirección de Salva Bolta), The Dog it was that Died, y Artist Descending a Staircase, una historia contada por medio de múltiples niveles de flashbacks unidos. Volvió al medio para escribir In the Native State (1991), una historia desarrollada en la India colonial y en la Inglaterra actual, que examina la relación de los dos países. Stoppard más tarde lo expandió en lo que se conoce como la obra de teatro Indian Ink (1995).
En su obra teatral para televisión, Professional Foul (1977), trata el tema de un profesor de filosofía inglés que visita Praga, oficialmente para hablar en un coloquio, extraoficialmente para ver un partido de fútbol entre las selecciones de Inglaterra y Checoslovaquia. Se encuentra con uno de sus antiguos alumnos y es persuadido para sacar del país la tesis disidente del estudiante.
También ha adaptado muchas de sus propias obras de teatro para cine y televisión, destacando la producción en 1990 de Rosencrantz y Guildenstern han muerto. También hay rumores de que Stoppard asistió a George Lucas en pulir parte del guion para Star Wars episodio III: La venganza de los Sith, aunque Stoppard no aparezca en los créditos de la película.
Tom Stoppard ha escrito abundantemente para el cine y la televisión. Algunos de sus guiones y adaptaciones más conocidos son:
- (1975) Tres hombres en un bote (Three Men in a Boat) (adaptación de la novela de Jerome K. Jerome para la BBC Television.

- (1975) The Boundary (en coautoría con Clive Exton, una obra de teatro de 30 minutos para la BBC Television, escrita, ensayada y representada en una semana).

- (1977) Professional Foul.

- (1985) Brazil (guion nominado para un Óscar).

- (1987) El Imperio del Sol (Empire of the Sun).

- (1990) La Casa Rusia (The Russia House).

- (1998) Shakespeare in Love (Shakespeare in Love) (en coautoría con Marc Norman, guion ganador de un Óscar.

- (2001) Enigma.

- (2005) Star Wars Episodio III: La venganza de los Sith (retoques en los diálogos por los que no ha sido acreditado).

- (2005) ''La Materia Oscura'' (película) (His Dark Materials) (en producción).

## Novela
Stoppard ha escrito una sola novela, Lord Malquist and Mr Moon (1966). Se sitúa en el Londres contemporáneo y su reparto incluye no solo a las figuras dieciochescas del acicalado Malquist y su inepto Bowell, Moon, sino también una pareja de cowboys con sus revólveres cargados, un león (expulsado del Ritz) y un irlandés nacido burro que asegura ser el Cristo resucitado (de la cubierta de un libro).

## Premios y distinciones
Premios Óscar
| Año  | Categoría                     | Película            | Resultado |
| ---- | ----------------------------- | ------------------- | --------- |
| 1986 | Óscar al mejor guion original | Brazil              | Nominado  |
| 1999 | Óscar al mejor guion original | Shakespeare in Love | Ganador   |

Festival Internacional de Cine de Venecia
| Año  | Categoría   | Película                              | Resultado |
| ---- | ----------- | ------------------------------------- | --------- |
| 1990 | León de Oro | Rosencrantz y Guildenstern han muerto | Ganador   |